# Charmus dakshini
Espèce
Charmus dakshini est une espèce de scorpions de la famille des Buthidae.

## Distribution
Cette espèce est endémique du Tamil Nadu en Inde. Elle se rencontre vers Sirumalai et Palani Hills.

## Description
Le mâle holotype mesure 15,29 mm, les mâles mesurent de 11,25 à 16,11 mm et les femelles de 13,25 à 16,35 mm.

## Systématique et taxinomie
Cette espèce a été décrite par Joshi, Deshpande, Ukale, Gowande, Bilat, Kovařík, Mottaz, Šťáhlavský, Bastawade, Monod et Sulakhe en 2025.

## Publication originale
- Joshi, Deshpande, Ukale, Gowande, Bilat, Kovařík, Mottaz, Šťáhlavský, Bastawade, Monod & Sulakhe, 2025 : « Systematic Revision of the Genus Charmus Karsch, 1879 (Scorpiones: Buthidae), and Assessment of Its Phylogenetic Position Within Buthidae CL Koch, 1837 Using Ultraconserved Elements. » Diversity, vol. 17, no 5, 354, p. 1-39 (texte intégral).